# Stadtwinkel

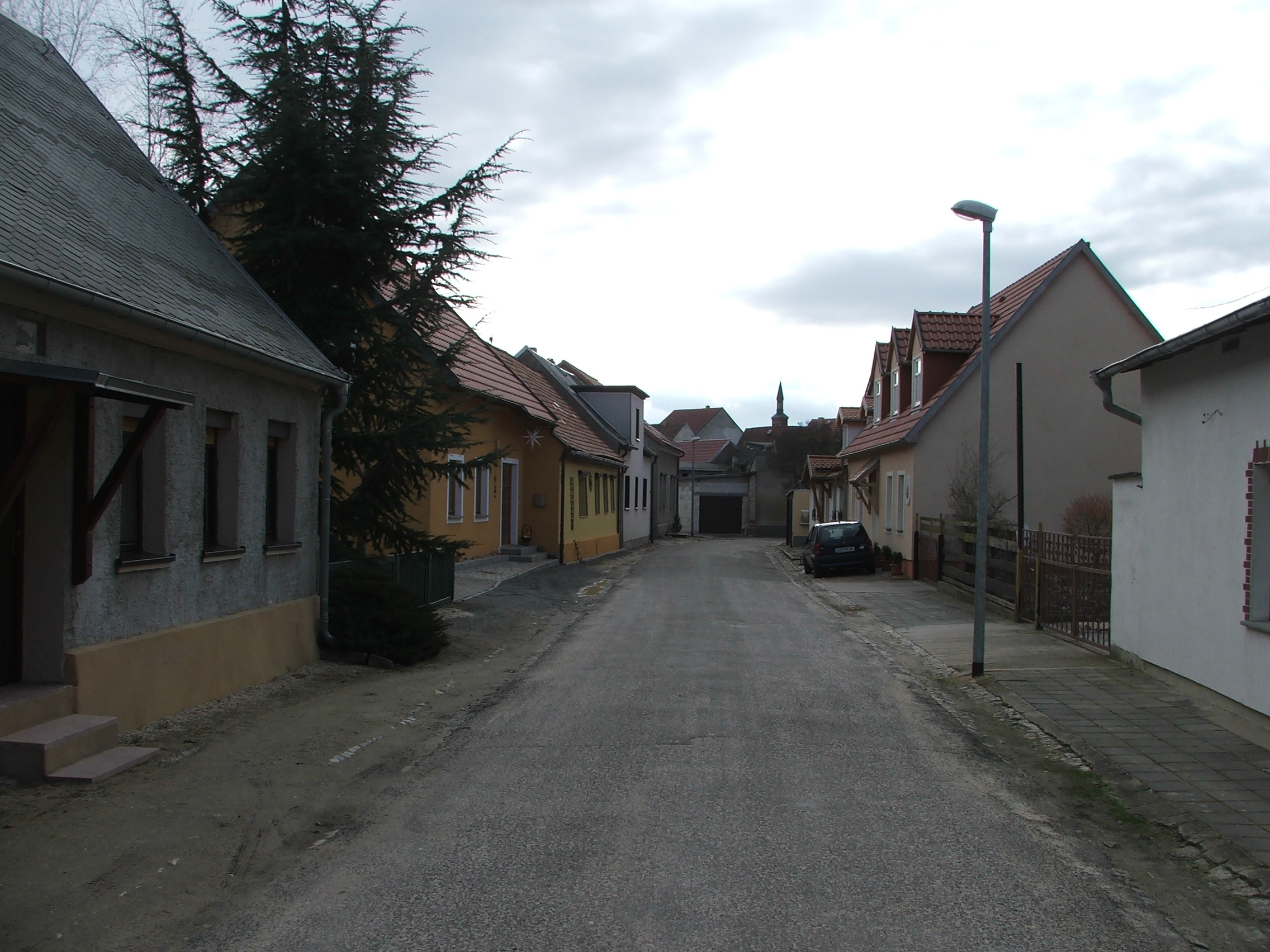
Fischergasse, vormals Stadtwinkel

Der letzte Fischerrichter der Stadtwinkler Fischergesellschaft und Ortsrichter der
Gemeinde Stadtwinkel, August Kodisch um 1908

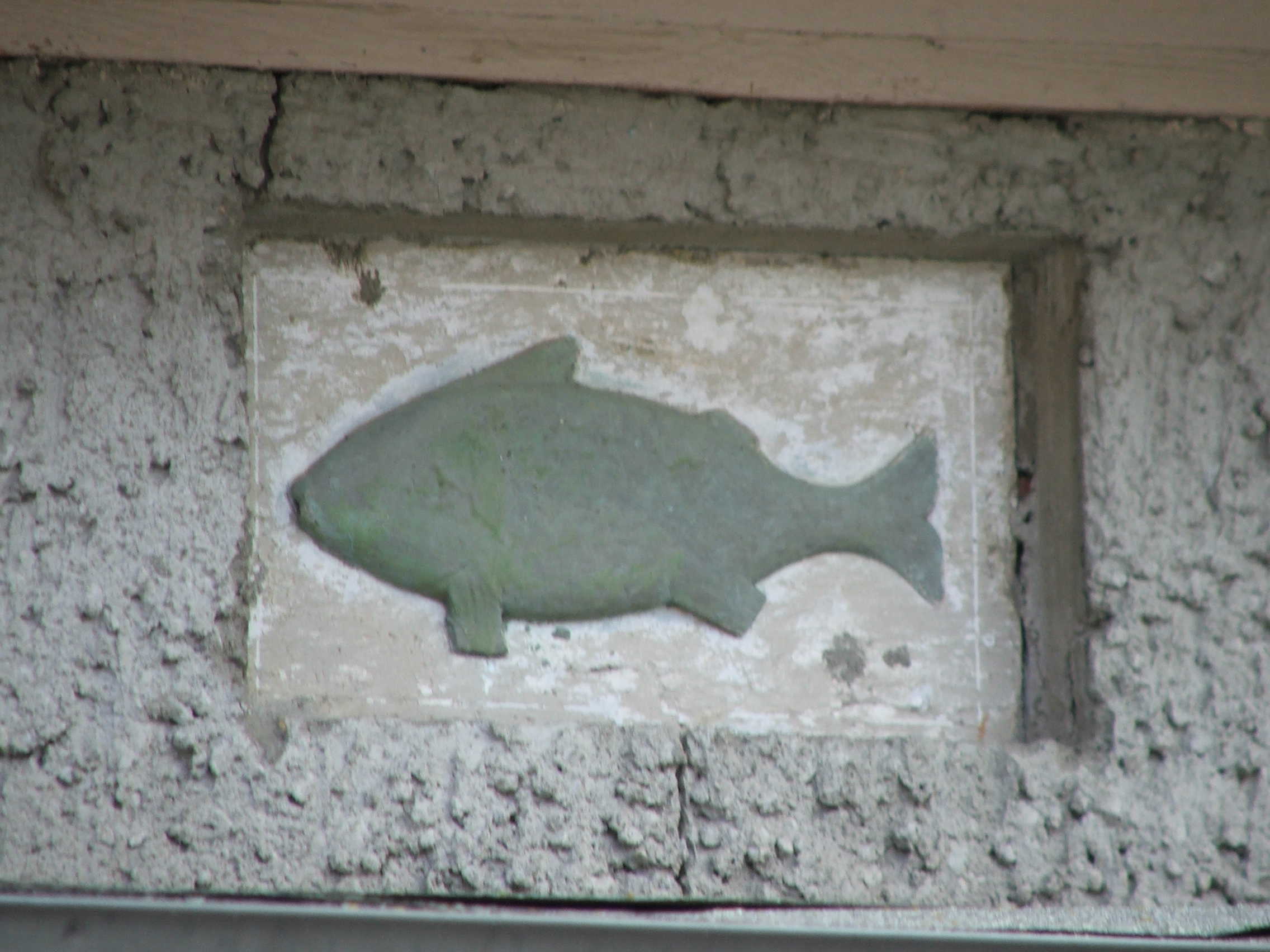
Zeichen der Fischergesellschaft an einem Haus in der Fischergasse

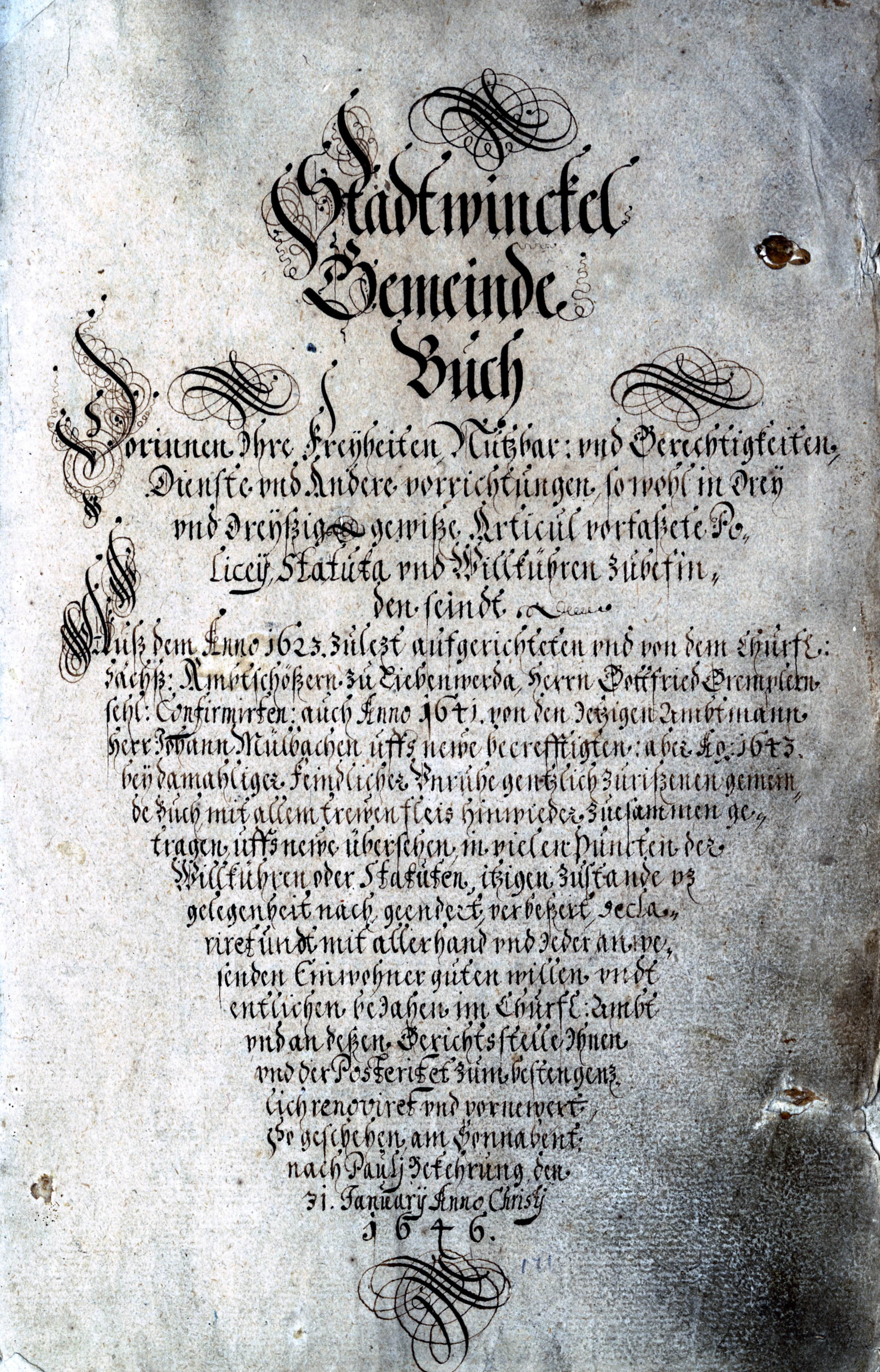
Gemeindebuch von Stadtwinkel 1646

Stadtwinkel (niedersorbisch Rukowc) war eine Vorstadt und eigenständige Gemeinde, welche 1874 nach Liebenwerda eingemeindet wurde.

## Geschichte

### Ersterwähnung
Stadtwinkel wurde 1531 erstmals urkundlich erwähnt: die Fischer im Wingkel zu Liebenwerd vor der Stadt uffn Rugkocz. Laut mündlicher Überlieferung soll der Ort ein sorbisches Fischerdorf gewesen sein, welches schon vor der Ersterwähnung von Liebenwerda 1231 bestanden haben soll, worauf auch der sorbische Ortsname hindeutet. Jedoch konnte das bisher archäologisch nicht bestätigt werden.  Vermutlich zur Abgrenzung von Winkel bei Wahrenbrück, und zum Stadtteil Freiwinkel entstand der Vorsatz Stadt-.

### Ortsgeschichte
Die Bewohner lebten vorwiegend vom Anbau von Kraut, Gemüse und Küchenkräutern, von Fischerei, Leineweberei und Tagelohn. Belegt ist, das der Ort ein eigenes Gericht mit Ortsrichter und Schöffen besaß. Die Bewohner waren zur Ableistung von Frondiensten im Schloss Liebenwerda verpflichtet. So wurden von den Stadtwinklern die Weinberge bestellt, das Heu auf den großen Wiesen und dem „Elzbusch“ geerntet, Gemüse im (Amts)garten angebaut und Hanf geerntet. Im Winter mussten sie Dienst im Schloss tun und auf Wunsch der Herrschaft die Betten im Schloss machen. Dafür bekamen sie 1589 1 Schock 59 Groschen in Geld gezahlt. Ferner mussten die Stadtwinkler Baudienste im Schloss verrichten und für die Herrschaften im Schloss kochen. Selbst Aufräumen und Fußböden scheuern und wachsen gehörte zu den Pflichten. Sie durften aber in den kurfürstlichen Wäldern trockenes Leseholz holen. Im Jahre 1589 gab es 34 Besessene Männer. 1799 lebten in Stadtwinkel 35 Familien mit 111 Menschen und 45 Kühen.
Immer wieder gab es Konflikte zwischen den Stadtwinklern und den Liebenwerdaern. Als Bürger mit Bürgerrecht hatten die Liebenwerdaer gewisse Vorrechte, von denen die Dorfbewohner von Stadtwinkel ebenfalls Gebrauch machen wollten. Das eigentliche Problem war, dass die Stadtwinkler Bauern kein ausreichendes Weideland besaßen, die Ackerbürger von Liebenwerda hingegen ausreichend damit ausgestattet waren. Oft behaupteten die Stadtwinkler, ein Drittel der Frauenwiesen gehöre von Gottes und Rechts wegen ihnen, was jedoch durch eine Urkunde aus dem Jahre 1424 widerlegt werden konnte. So kam es Am 28. Juni 1670 zum Eklat. Die Stadtwinkler hatten wieder einmal ihr Weidevieh auf den Frauenwiesen weiden lassen, die der Bürgerschaft gehörten. Der Rat zu Liebenwerda bestimmte kurzerhand, dass das Vieh zu beschlagnahmen sei, um so die Benutzung der Wiese durch die Stadtwinkler dauerhaft zu unterbinden. In einer wilden Jagd versuchten 16 Bürger, unter ihnen Ratsherren wie der Kämmerer Johann Thär, der Stadtrichter Christoph Eschenbach und der Stadtschreiber Johann Andreas Dreßler, die Kühe einzufangen. Jedoch flüchteten die Kühe und es begann eine Verfolgungsjagd, bei der einige Tiere entkamen. Nun stand das Problem der Rückführung in die Stadt, ohne zu nah an Stadtwinkel zu kommen. Man entschloss sich, die Tiere durch eine Furt in der Schwarzen Elster (Durch den Furt bey Martin Grünenwalds Wießgen.) zu führen. Die Aktion gelang, und die Besitzer der Tiere mussten jeweils vier Groschen Pfand und Standgeld an den Rat der Stadt Liebenwerda zahlen. Tatsächlich kam es danach nicht wieder zur widerrechtlichen Nutzung von Weideland. Jedoch gelang es den Stadtwinklern hundert Jahre später, während der Kriegswirren im Siebenjährigen Krieg ein Drittel der Frauenwiesen in ihren Besitz zu bringen.
Bis zur Regulierung der Schwarzen Elster ab 1852 gab es einen großen Fischreichtum in der Region. Allein zwischen Elsterwerda und Liebenwerda gab es über 27 Elsterarme. Neben Krebsen wurden Fische wie der Elsteraal, Lachs und Wels gefangen. Mit der Zeit entwickelte sich ein schwunghafter Fischhandel besonders nach Dresden.
Bis Zur Gründung des Landkreises Liebenwerda war Stadtwinkel ein amtssässiges Dorf des Liebenwerdaer Amtes. Danach bestand es bis 1874 als eigenständige Gemeinde fort.